# Guadiana Menor
Le Guadiana Menor est une rivière espagnole, affluent du Guadalquivir.

## Géographie
Deuxième affluent du Guadalquivir après le Genil en termes de débit, ce cours d'eau est situé dans la dépression du sillon intrabétique (es), elle-même partie intégrante du sud de la cordillère Bétique. Dans le nord-ouest de la province de Grenade, il alimente le réservoir du Négratin (es).